# ناما بيضوية
ناما بيضوية (الاسم العلمي:Nama ovata) هي نوع من النباتات يتبع جنس الناما من الفصيلة الحمحمية.